# ده‌رضوان
ده‌رضوان، روستایی از توابع بخش مرکزی شهرستان سنقر در استان کرمانشاه ایران است. این روستا مرکز دهستان گاورود است.

## جمعیت
این روستا در دهستان گاورود قرار دارد و براساس سرشماری مرکز آمار ایران در سال ۱۳۸۵، جمعیت آن ۴۰۴ نفر (۸۳خانوار) بوده‌است.